# Zeitschrift für Europarecht, internationales Privatrecht und Rechtsvergleichung
Die Zeitschrift für Europarecht, internationales Privatrecht und Rechtsvergleichung (ZfRV) ist eine juristische Fachzeitschrift und erscheint seit 1960 in Österreich (Wien) im Manz Verlag.
Die ZfRV ist von 1960 bis 1990 als Zeitschrift für Rechtsvergleichung (ZfRV, begründet von Fritz Schwind) unter der ISSN 0514-275X vierteljährlich erschienen und wurde vom Institut für Rechtsvergleichung der Universität Wien und von der Österreichischen Gesellschaft für Rechtsvergleichung ebenfalls im Manz Verlag (Wien) herausgegeben. Von 1995 bis 2007 war die Zeitschrift für Europarecht (ZER, getrennt beziehbare Beilage zur ZfRV) als Beilage in der ZfRV.
Vorgänger der ZfRV wiederum sind die Österreichischen Hefte für die Praxis des internationalen und ausländischen Rechts, die 1956 bis 1959 in Wien im Verlag Kapri (später Verlag Kauf, Wien) erschienen sind. Herausgeber und Schriftleiter ist Hans Koehler.
Die Jahrgänge der ZfRV werden ab 1960 gezählt.

## Herausgeber, Fachredaktion und Lektorat
Die ZFRV wird vom Manz Verlag herausgegeben. Die Chefredaktion obliegt Helmut Ofner.
Es bestehen drei Fachredaktionen für die ZfRV des Manz Verlags. Die Fachredaktion Europarecht wird von Alina Lengauer wahrgenommen, die Fachredaktion Internationales Privatrecht von Helmut Ofner und die Fachredaktion Rechtsvergleichung und Auslandsrecht wird von Helmut Ofner koordiniert.
Das Lektorat und die Autorenbetreuung der ZfRV obliegen Andrea Reiber.

## Inhalt
In der ZFRV werden in deutscher Sprache Fachartikel zu europarechtlichen Themen publiziert. Eine praktische Übersicht über aktuelle Gesetzgebungsvorhaben, das aktuelle Unionsrecht und Rechtsprechung zu den speziellen Themen der Zeitschrift ergänzt die Informationen in diesem Bereich.
Im Bereich des Internationalen Privat- und Zivilverfahrensrechts wird neben den Fachbeiträgen auch ein Überblick über die einschlägige aktuelle Rechtsprechung des österreichischen OGH und ausländischer Gerichte wiedergegeben.
Die publizierten rechtsvergleichende Beiträge sollen über Neuerungen in wichtigen ausländischen Rechtsordnungen informieren und Parallelen aufzeigen.

## Finanzierung
ZfRV wird durch Inserate und Abonnements finanziert.

## Aufbau
ZFRV wird regelmäßig wie folgt gegliedert:
- Editorial,
- Europarecht,
  - Beiträge
  - Union aktuell
  - EU-Gesetzgebung
  - EuGH Rechtsprechung mit Leitsätzen
- Internationales Privat- und Zivilverfahrensrecht,
  - Beiträge
  - Rechtsprechungsübersicht mit Leitsätzen
- Rechtsvergleichung,
- Literatur im Überblick / Literaturempfehlungen
- Beilage (bei Bedarf)

## Zitierweise
Der Zitiervorschlag der ZfRV-Redaktion: ZfRV Jahr / Artikelnummer. Dies muss jedoch teilweise durch Angabe der Seite ergänzt werden (ZfRV Jahr / Artikelnummer, Seite). Frühere Jahrgänge müssen unter Umständen auch nur nach ZfRV Jahr, Seite zitiert werden.
Leitsätze werden wie folgt zitiert: ZfRV-LS Jahr / Leitsatz-Nummer (fortlaufend).